# Ichenhausen
Ichenhausen är en stad i Landkreis Günzburg i Regierungsbezirk Schwaben i förbundslandet Bayern i Tyskland.
Staden ingår i kommunalförbundet Ichenhausen tillsammans med köpingen Waldstetten och kommunen Ellzee.